# Октябрське (Дондушенський район)
Октябрське (рум. Octeabriscoe) — село в Молдові в Дондушенському районі. Входить до складу комуни, центром якої є село Мошана.
Більшість населення - українці. Згідно з переписом населення 2004 року - 41 особа. (87%).
| Молдова | Це незавершена стаття з географії Молдови. Ви можете допомогти проєкту, виправивши або дописавши її. |